# William Spottiswoode
William H. Spottiswoode, angleški matematik in fizik, * 11. januar 1825, London, † 27. junij 1883, London.
Med letoma 1878 in 1883 je bil predsednik Kraljeve družbe.